# Droga wojewódzka nr 963
Droga wojewódzka nr 963 (DW963) – droga wojewódzka o długości 2,2 km w województwie małopolskim. W całości przebiega przez wieś Targowisko w powiecie wielickim, w gminie Kłaj. Łączy autostradę A4 i drogę krajową nr 75 (węzeł Targowisko) z drogą krajową nr 94.